# Namer
Namer (hebräisch נמ"ר, „Leopard“) ist ein moderner Transportpanzer der israelischen Streitkräfte, der auf dem Kampfpanzer Merkava IV basiert. Er wird seit Sommer 2008 von der Golani-Brigade eingesetzt.

## Geschichte
In Israel wurden aufgrund des hohen Schutzbedarfs der Infanterie schon früh Kampfpanzer zu Truppentransportpanzern umgebaut. So wurden früher Centurion-Panzer umgebaut (Nagmachon), später auch erbeutete T-55 zu Achzarit-Transportpanzern. Daraus entstand die Idee, auf Basis des Merkava I einen Transportpanzer zu entwickeln, da diese teilweise aus dem aktiven Dienst genommen wurden. Der Grund hierfür lag in der mittlerweile als unzulänglich empfundenen 105-mm-Zugrohrkanone. Die Entwicklung verlief bis 2004 nur schleppend, danach erhielt das Programm neuen Auftrieb, da wieder einmal die Verwundbarkeit der M113-Transportpanzer offenbar wurde.
Die ersten Prototypen auf Basis des Merkava I wurden als Nemmera (Hebräisch: Leopardin) bezeichnet, spätere Versionen des Fahrzeugs als Namer. Am 15. Februar 2005 wurden Prototypen von der Giv’ati-Brigade getestet, das Fahrzeug besaß ab dem Zeitpunkt eine fernbedienbare Waffenstation, die vom Inneren des Fahrzeugs aus bedient wird. Auf der Eurosatory 2005 wurde der Panzer der Öffentlichkeit vorgestellt. Nach den Erfahrungen des Libanonkrieges 2006 wurde entschieden, das Chassis des Merkava IV als Entwicklungsbasis zu verwenden und die Fahrzeuge komplett neu zu bauen. Die erste Einheit wurde am 1. März 2008 präsentiert, am 15. September 2008 konnten Besucher einer Ausstellung in Rishon LeZion den Panzer ansehen.

## Design

### Schutz

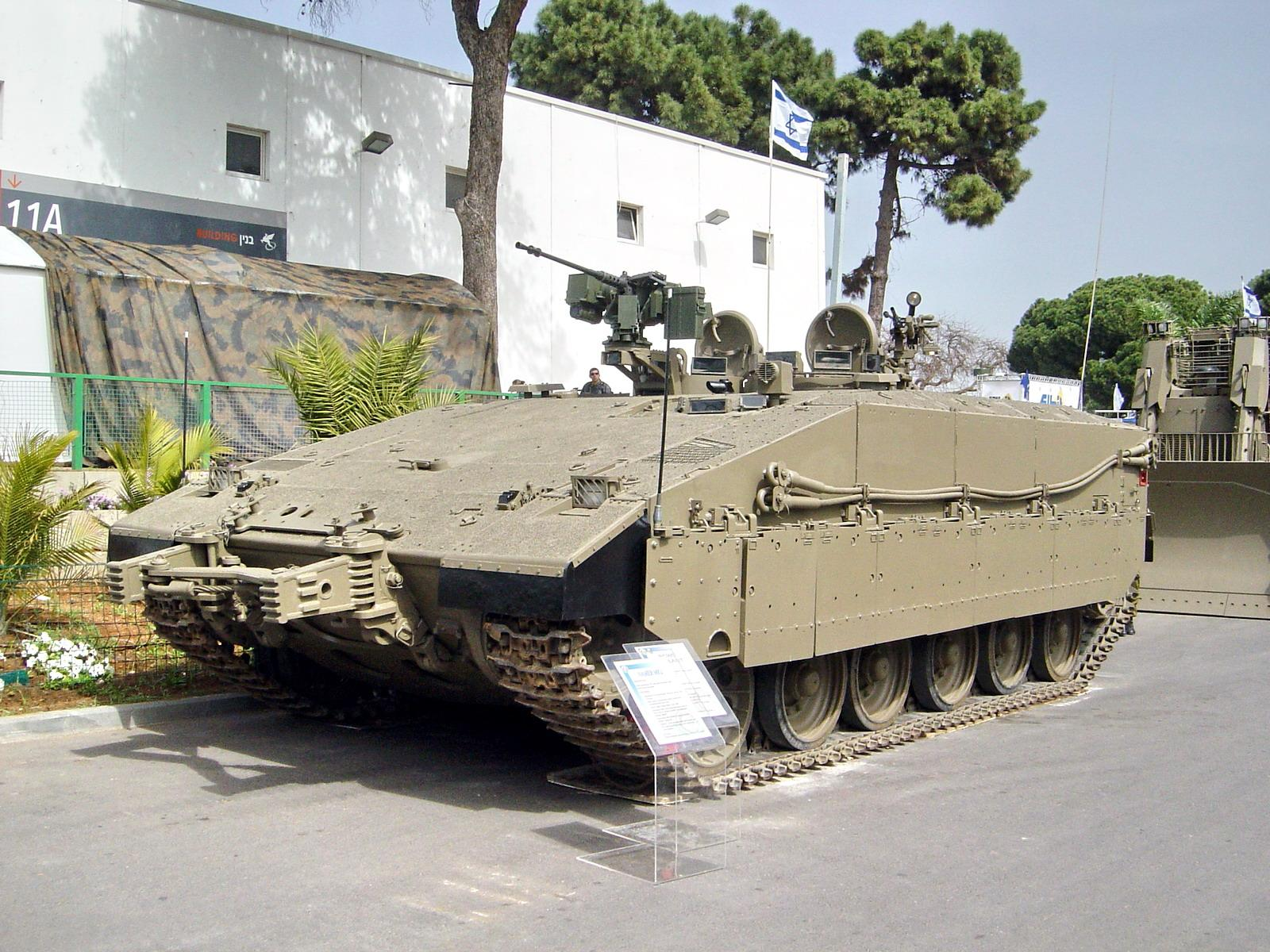
Namer-Prototyp mit senkrechten Seiten

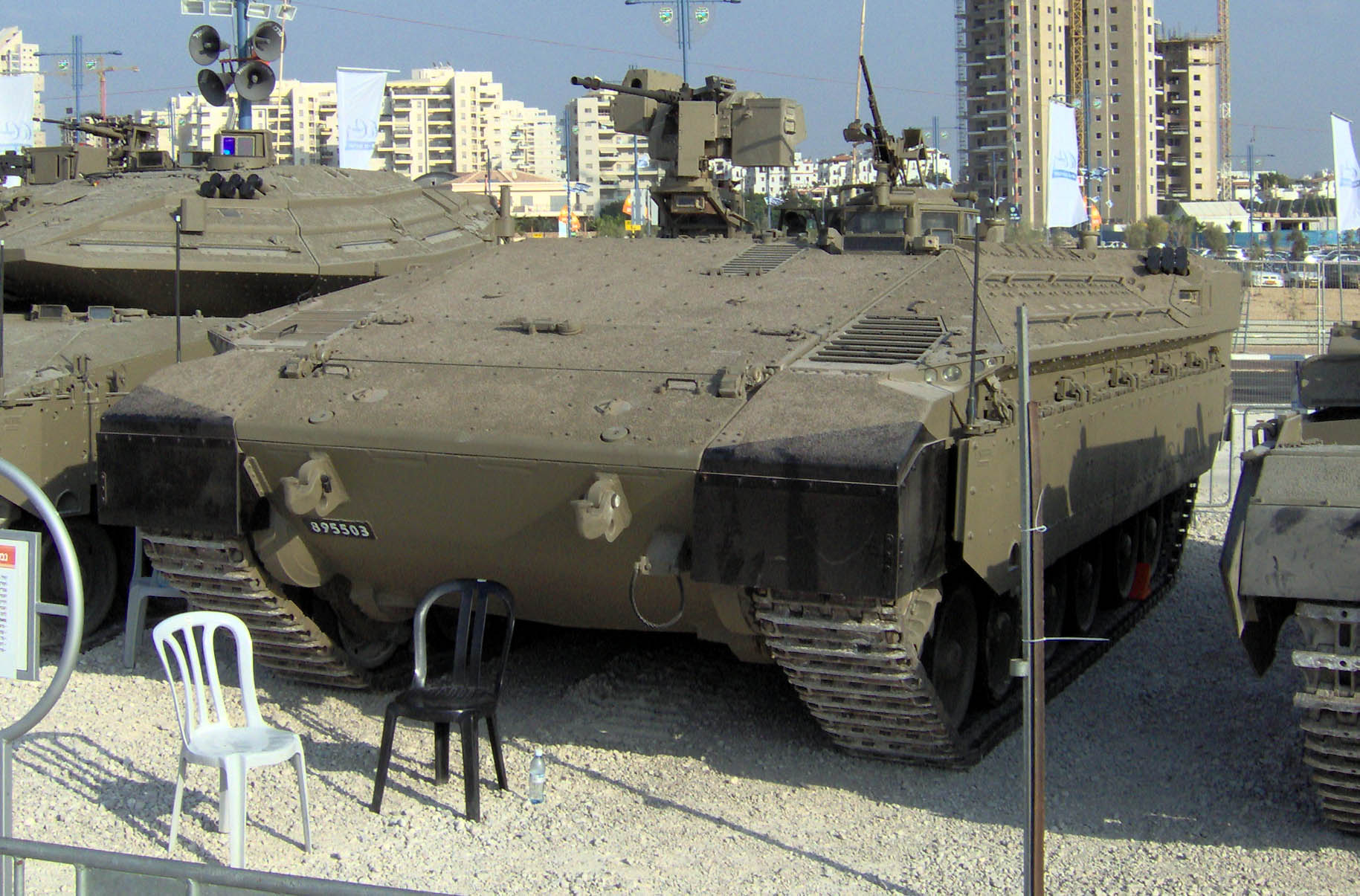
Serienversion mit geneigten Seiten

Wie bei allen israelischen Panzerkonstruktionen wurde dem Schutz der Besatzung Vorrang vor allen anderen Konstruktionsmerkmalen gegeben. Das Fahrzeug ist mit einem Gefechtsgewicht von 60 Tonnen das am stärksten gepanzerte Infanterie-Transportfahrzeug überhaupt. Der Panzer hat das gleiche Schutzniveau wie ein Merkava-IV-Kampfpanzer. Die Verbundpanzerung ist modular ausgelegt, um beschädigte Teile schnell und einfach ersetzen zu können. Das Fahrzeug besitzt einen V-förmigen Unterboden gegen Landminen und Sprengfallen und ein ABC-Schutzsystem. Spätere Versionen sollen mit dem abstandsaktiven Hardkill-Schutzsystem Iron Fist ausgerüstet werden.

### Bewaffnung
Der Transportpanzer ist mit einer fernbedienbaren Waffenstation von Rafael ausgestattet. Sie kann mit einem Browning-M2-Maschinengewehr oder einem Mk-19-Maschinengranatwerfer bestückt werden, dem Kommandanten steht ein über Luke bedienbares FN MAG zur Verfügung.

### Sonstiges
Das Fahrzeug wird von einem 895 kW (1200 PS) leistenden V12-Dieselmotor Teledyne Continental AVDS-1790-9AR mit Luftkühlung angetrieben. Das Aggregat stammt aus dem Merkava III. Es wird dasselbe digitale „Battlefield Management System“ wie im Merkava IV verwendet.

## Nutzer
Israel: 290 (2020), 531 geplant bis 2027.